# Championnat d'Allemagne de football américain
Pour les articles homonymes, voir GFL.
Le Championnat d'Allemagne de football américain est une compétition réunissant l'élite des clubs allemands de football américain depuis 1979. Le nom officiel de cette compétition est « German Football League » (GFL).
La saison régulière est suivie d'une série éliminatoire se terminant par une finale dénommée « German Bowl » jusqu'en 2022 et « GFL Bowl » dès 2023.

## Clubs de la saison 2025
La saison 2025 débute le 10 mai 2025 et se termine le 11 octobre 2025 par le GFL Bowl 2025. Les 16 équipes sont réparties en deux conférences :
| GFL-Nord - Berlin Rebels - Düsseldorf Panther - Hildesheim Invaders - Kiel Baltic Hurricanes - Monarchs de Dresde - New Yorker Lions - Paderborn Dolphins - Potsdam Royals |  | GFL-Sud - Allgäu Comets - Cowboys de Munich - Hurricanes de la Sarre - Kirchdorf Wildcats - Pforzheim Wilddogs - Ravensburg Razorbacks - Straubing Spiders - Schwäbisch Hall Unicorns |

## Palmarès
| Date              | Lieu                                         | Finale                                       | Vainqueur                                    | Score                                        | Finaliste                                    | Spectateurs                                  |
| ----------------- | -------------------------------------------- | -------------------------------------------- | -------------------------------------------- | -------------------------------------------- | -------------------------------------------- | -------------------------------------------- |
| 10 novembre 1979  | Francfort                                    | German Bowl I                                | Lions de Francfort                           | 14–08                                        | Ansbach Grizzlies                            | 5 000                                        |
| 30 juillet 1980   | Francfort                                    | German Bowl II                               | Lions de Francfort                           | 21–12                                        | Ansbach Grizzlies                            | 7 000                                        |
| 5 août 1981       | Cologne                                      | German Bowl III                              | Ansbach Grizzlies                            | 27–06                                        | Lions de Francfort                           | 11 000                                       |
| 2 novembre 1982   | Essen                                        | German Bowl IV                               | Ansbach Grizzlies                            | 12–06                                        | Crocodiles de Cologne                        | 10 000                                       |
| 25 septembre 1983 | Nuremberg                                    | German Bowl V                                | Düsseldorf Panther                           | 22–07                                        | Ansbach Grizzlies                            | 7 000                                        |
| 13 octobre 1984   | Essen                                        | German Bowl VI                               | Düsseldorf Panther                           | 27–13                                        | Ansbach Grizzlies                            | 10 000                                       |
| 12 novembre 1985  | Cologne                                      | German Bowl VII                              | Ansbach Grizzlies                            | 14–07                                        | Düsseldorf Panther                           | 9 000                                        |
| 27 juillet 1986   | Wurtzbourg                                   | German Bowl VIII                             | Düsseldorf Panther                           | 27–14                                        | Ansbach Grizzlies                            | 10 000                                       |
| 11 octobre 1987   | Berlin                                       | German Bowl IX                               | Berlin Adler                                 | 37–12                                        | Badener Greifs                               | 14 000                                       |
| 15 octobre 1988   | Berlin                                       | German Bowl X                                | Red Barons de Cologne                        | 25–20                                        | Düsseldorf Panther                           | 11 000                                       |
| 21 octobre 1989   | Nuremberg                                    | German Bowl XI                               | Berlin Adler                                 | 30–23                                        | Red Barons de Cologne                        | 10 500                                       |
| 20 octobre 1990   | Düsseldorf                                   | German Bowl XII                              | Berlin Adler                                 | 50–38                                        | Crocodiles de Cologne                        | 10 000                                       |
| 5 octobre 1991    | Hambourg                                     | German Bowl XIII                             | Berlin Adler                                 | 22–21                                        | Crocodiles de Cologne                        | 13 000                                       |
| 3 octobre 1992    | Hanovre                                      | German Bowl XIV                              | Düsseldorf Panther                           | 24–23                                        | Cowboys de Munich                            | 8 750                                        |
| 25 septembre 1993 | Munich                                       | German Bowl XV                               | Cowboys de Munich                            | 42–36                                        | Crocodiles de Cologne                        | 9 000                                        |
| 17 septembre 1994 | Hanau                                        | German Bowl XVI                              | Düsseldorf Panther                           | 27–17                                        | Berlin Adler                                 | 7 862                                        |
| 16 septembre 1995 | Brunswick                                    | German Bowl XVII                             | Düsseldorf Panther                           | 17–10                                        | Blue Devils de Hambourg                      | 12 125                                       |
| 5 octobre 1996    | Hambourg                                     | German Bowl XVIII                            | Blue Devils de Hambourg                      | 31–12                                        | Düsseldorf Panther                           | 19 700                                       |
| 4 octobre 1997    | Hambourg                                     | German Bowl XIX                              | Lions de Brunswick                           | 26–23                                        | Crocodiles de Cologne                        | 14 800                                       |
| 3 octobre 1998    | Hambourg                                     | German Bowl XX                               | Lions de Brunswick                           | 20–14                                        | Blue Devils de Hambourg                      | 22 100                                       |
| 9 octobre 1999    | Hambourg                                     | German Bowl XXI                              | Lions de Brunswick                           | 25–24                                        | Blue Devils de Hambourg                      | 30 400                                       |
| 7 octobre 2000    | Brunswick                                    | German Bowl XXII                             | Crocodiles de Cologne                        | 31–29                                        | Lions de Brunswick                           | 20 312                                       |
| 6 octobre 2001    | Hanovre                                      | German Bowl XXIII                            | Blue Devils de Hambourg                      | 31–13                                        | Lions de Brunswick                           | 23 193                                       |
| 12 octobre 2002   | Brunswick                                    | German Bowl XXIV                             | Blue Devils de Hambourg                      | 16–13                                        | Lions de Brunswick                           | 21 097                                       |
| 11 octobre 2003   | Wolfsbourg                                   | German Bowl XXV                              | Blue Devils de Hambourg                      | 37–36                                        | Lions de Brunswick                           | 20 517                                       |
| 9 octobre 2004    | Brunswick                                    | German Bowl XXVI                             | Berlin Adler                                 | 10–07                                        | Lions de Brunswick                           | 17 200                                       |
| 8 octobre 2005    | Hanovre                                      | German Bowl XXVII                            | Lions de Brunswick                           | 31–28                                        | Blue Devils de Hambourg                      | 19 512                                       |
| 7 octobre 2006    | Brunswick                                    | German Bowl XXVIII                           | Lions de Brunswick                           | 31–13                                        | Mercenaries de Marbourg                      | 15 800                                       |
| 6 octobre 2007    | Stuttgart                                    | German Bowl XXIX                             | Lions de Brunswick                           | 27–06                                        | Scorpions de Stuttgart                       | 8 152                                        |
| 27 septembre 2008 | Francfort                                    | German Bowl XXX                              | Lions de Brunswick                           | 20–14                                        | Kiel Baltic Hurricanes                       | 16 177                                       |
| 3 octobre 2009    | Francfort                                    | German Bowl XXXI                             | Berlin Adler                                 | 28–21                                        | Kiel Baltic Hurricanes                       | 14 234                                       |
| 9 octobre 2010    | Francfort                                    | German Bowl XXXII                            | Kiel Baltic Hurricanes                       | 17–10                                        | Berlin Adler                                 | 11 121                                       |
| 8 octobre 2011    | Magdebourg                                   | German Bowl XXXIII                           | Unicorns de Schwäbisch Hall                  | 48–44                                        | Kiel Baltic Hurricanes                       | 11 711                                       |
| 13 octobre 2012   | Berlin                                       | German Bowl XXXIV                            | Unicorns de Schwäbisch Hall                  | 56–53                                        | Kiel Baltic Hurricanes                       | 11 242                                       |
| 12 octobre 2013   | Berlin                                       | German Bowl XXXV                             | New Yorker Lions                             | 35–34                                        | Monarchs de Dresde                           | 12 157                                       |
| 11 octobre 2014   | Berlin                                       | German Bowl XXXVI                            | New Yorker Lions                             | 47–09                                        | Unicorns de Schwäbisch Hall                  | 12 531                                       |
| 10 octobre 2015   | Berlin                                       | German Bowl XXXVII                           | New Yorker Lions                             | 41–31                                        | Unicorns de Schwäbisch Hall                  | 12 051                                       |
| 8 octobre 2016    | Berlin                                       | German Bowl XXXVIII                          | New Yorker Lions                             | 31–20                                        | Unicorns de Schwäbisch Hall                  | 13 047                                       |
| 7 octobre 2017    | Berlin                                       | German Bowl XXXIX                            | Unicorns de Schwäbisch Hall                  | 14–13                                        | New Yorker Lions                             | 13 502                                       |
| 13 octobre 2018   | Berlin                                       | German Bowl XL                               | Unicorns de Schwäbisch Hall                  | 21–19                                        | Francfort Universe                           | 15 213                                       |
| 12 octobre 2019   | Berlin                                       | German Bowl XLI                              | New Yorker Lions                             | 10–07                                        | Unicorns de Schwäbisch Hall                  | 21 000                                       |
| 2020              | Annulé à la suite de la pandémie de Covid-19 | Annulé à la suite de la pandémie de Covid-19 | Annulé à la suite de la pandémie de Covid-19 | Annulé à la suite de la pandémie de Covid-19 | Annulé à la suite de la pandémie de Covid-19 | Annulé à la suite de la pandémie de Covid-19 |
| 9 octobre 2021    | Francfort                                    | German Bowl XLII                             | Monarchs de Dresde                           | 28–19                                        | Unicorns de Schwäbisch Hall                  | 14 378                                       |
| 8 octobre 2022    | Francfort                                    | German Bowl XLIII                            | Unicorns de Schwäbisch Hall                  | 44–27                                        | Potsdam Royals                               | 9 637                                        |
| 14 octobre 2023   | Essen                                        | GFL Bowl 2023                                | Potsdam Royals                               | 34–07                                        | Unicorns de Schwäbisch Hall                  | 9 561                                        |
| 12 octobre 2024   | Essen                                        | GFL Bowl 2024                                | Potsdam Royals                               | 27–21                                        | Monarchs de Dresde                           | 9 712                                        |
| 11 octobre 2025   | Dresde                                       | GFL Bowl 2025                                |                                              | –                                            |                                              |                                              |

| Club                                | Nombre de titres | Dernier titre | Nombre de finales perdues | Dernière défaite en finale | Total de finale(s) |
| ----------------------------------- | ---------------- | ------------- | ------------------------- | -------------------------- | ------------------ |
| Lions de Brunswick/New Yorker Lions | 12               | 2019          | 6                         | 2017                       | 18                 |
| Düsseldorf Panther                  | 6                | 1995          | 3                         | 1996                       | 9                  |
| Berlin Adler                        | 6                | 2009          | 2                         | 2010                       | 6                  |
| Unicorns de Schwäbisch Hall         | 5                | 2022          | 6                         | 2023                       | 11                 |
| Blue Devils de Hambourg             | 4                | 2003          | 4                         | 2005                       | 8                  |
| Ansbach Grizzlies                   | 3                | 1985          | 5                         | 1986                       | 8                  |
| Lions de Francfort†                 | 2                | 1980          | 1                         | 1981                       | 3                  |
| Potsdam Royals                      | 2                | 2024          | 1                         | 2022                       | 3                  |
| Crocodiles de Cologne               | 1                | 2000          | 5                         | 1997                       | 6                  |
| Kiel Baltic Hurricanes              | 1                | 2010          | 4                         | 2012                       | 5                  |
| Monarchs de Dresde                  | 1                | 2021          | 2                         | 2024                       | 3                  |
| Cologne Red Barons†                 | 1                | 1988          | 1                         | 1989                       | 2                  |
| Cowboys de Munich                   | 1                | 1993          | 1                         | 1992                       | 2                  |
| Badener Greifs                      | 0                | -             | 1                         | 1987                       | 1                  |
| Mercenaries de Marbourg             | 0                | -             | 1                         | 2006                       | 1                  |
| Scorpions de Stuttgart              | 0                | -             | 1                         | 2007                       | 1                  |
| Francfort Universe                  | 0                | -             | 1                         | 2018                       | 1                  |

† Clubs disparus.

## GFL 2
La GFL n'est pas une compétition fermée à l'image des ligues nord-américaines. Les clubs les moins efficaces sont relégués à l'issue de chaque saison en « GFL 2 ». Ces relégués sont remplacés par les meilleures formations de cette 2e division.
Débute août 2020, la saison est annulée par la fédération à la suite de la pandémie de Covid-19.

### Les clubs de la saison 2024
Les clubs de la saison 2024 :
| GFL 2 - Nord - Bielefeld Bulldogs - Cottbus Crayfish - Dusseldorf Panthers - Hamburg Pioneers - Langenfeld Longhorns - Lübeck Cougars - Oldenburg Knights - Rostock Griffins | GFL 2 - Sud - Albershausen Crusaders - Fursty Razorbacks - Gießen Golden Dragons - Montabaur Fighting Farmers - Pforzheim Wilddogs - Regensburg Phoenix |